# Tottanbukta
Die Tottanbukta (norwegisch) ist eine Bucht vor der Prinzessin-Martha-Küste des ostantarktischen Königin-Maud-Lands. Sie liegt nördlich der Insel Blåskimen am Nordrand des Fimbul-Schelfeises.
Norwegische Wissenschaftler benannten es nach der MV Tottan, Versorgungsschiff der von 1957 bis 1958 durchgeführten Kampagne der Dritten Norwegische Antarktisexpedition (1956–1960).
In der Bucht befindet sich mit Tottankaia (70° 12′ S, 2° 45′ W) ein natürlicher Kai für das Entladen in die Bucht eingelaufener Forschungsschiffe.